# 酒井重喜
酒井重喜（さかい しげき、1949年 - ）は、日本の歴史学者、熊本学園大学名誉教授。英国経済史専攻。

## 来歴
兵庫県龍野市（現・たつの市）生まれ。1971年京都大学経済学部卒業、1976年同大学院経済学研究科博士課程単位取得退学。同年熊本商科大学（現熊本学園大学）経済学部講師、1981年助教授、1985年教授。1991年「近代イギリス財政史研究」で経済学博士（京都大学）。2019年、停年退職、熊本学園大学名誉教授。

## 著書
- 『近代イギリス財政史研究』ミネルヴァ書房、1989
- 『経済史序論』同文館出版、1991
- 『混合王政と租税国家・・ 近代イギリス財政史研究』弘文堂、1997
- 『チャールズ一世の船舶税』ミネルヴァ書房、2005、Minerva西洋史ライブラリー
- 『近世イギリスのフォレスト政策・・財政封建制の展開』ミネルヴァ書房、2013　Minerva西洋史ライブラリー
- 『十七世紀イギリス財政史論・・「国王私財」と二つの革命・・』ミネルヴァ書房、2021、Minerva西洋史ライブラリー

### 翻訳
- M.J.ブラディック『イギリスにおける租税国家の成立』ミネルヴァ書房、2000、Minerva人文・社会科学叢書

## 参考
- セブンネット
- 熊本学園大学